# František Klouček (Radsportler, 1985)
František Klouček (* 18. August 1985) ist ein ehemaliger tschechischer Cyclocross- und Straßenradrennfahrer.

## Sportlicher Werdegang
František Klouček wurde im Jahr 2000 tschechischer Cyclocrossmeister in der Jugendklasse. Auch nach dem Wechsel in die U23 lag bis zur Saison 2006/2007 sein Schwerpunkt zunächst im Cyclocross. Dort startete er regelmäßig im Weltcup und bei internationalen Meisterschaften, wo er wiederholt unter die Top 10 kam. Außerdem wurde er in Liberec Militär-Weltmeister im Cyclocross. 2006 und 2007 belegte er jeweils den dritten Platz bei der nationalen U23-Meisterschaft.
Auf der Straße wurde Klouček 2004 tschechischer Vizemeister der U23-Klasse. 2007 wandte sich er schwerpunktmäßig dem Straßenradsport zu. Von 2007 bis 2010 fuhr er für das tschechische Professional Continental Team PSK Whirlpool-Author. In seinem zweiten Jahr dort wurde er mit dem Team tschechischer Meister im Teamzeitfahren. Seine international stärkste Saison hatte er im Jahr 2010, das wertvollstes Ergebnis erreichte er bei der Slowakei-Rundfahrt 2010, bei der er einen dritten Etappenrang sowie den achten Platz in der Gesamtwertung einfuhr.
Ungeachtet seiner Erfolge beendete Klouček nach der Saison 2010 im Alter von 25 Jahren seine Karriere als Radrennfahrer.

## Familie
Sein gleichnamiger Vater František Klouček war ebenfalls Radrennfahrer.

## Erfolge
2008
- Tschechischer Meister – Teamzeitfahren mit René Andrle, Tomas Buchácek und Stanislav Kozubek